# Александро-Невская церковь (Екатеринбург)
Александро-Невская церковь (Лузинская церковь) — православный каменный двухпрестольный храм в Екатеринбурге, заложенный 9 мая 1893 года.
Церковь в неорусском стиле была построена в память событий 17 октября 1888 года на средства купца П. В. Лузина. Храм был выстроен на Мельковской площади, названной по имени основателя церкви Лузинской. Главный престол был освящён во имя князя Александра Невского 28 июня 1895 года. В 1914 году было начато расширение церкви путём пристройки притвора и боковых приделов, однако с началом войны строительство было приостановлено — был устроен только Никольский придел в 1925 году.
Церковь была закрыта в 1929 году, снесена в 1930—1932 гг. На месте церкви находится здание института «Уралгипротранс».